# رجم الحمام (الرقة)
رجم الحمام قرية سورية تتبع ناحية الجرنية في منطقة الثورة في محافظة الرقة. بلغ عدد سكانها 93 نسمة في عام 2004 حسب إحصاء المكتب المركزي للإحصاء.